# Тескей-Ала-Тоо
Теске́й-Ала́-То́о, также Терскей-Алатау, Терске́й-Ала́-То́о (от кирг. Тескей Ала-Тоо, каз. Теріске́й Алата́у) — горный хребет в Кыргызстане и частично в Казахстане, обрамляющий Иссык-Кульскую котловину с юга.

## История и этимология
На картах Киргизской ССР хребет называется «Терскей Алатау» или «Терскей Ала-Тау».
Слово кирг. Ала-Тоо в переводе с киргизского языка означает «снеговые горы» или «горы с вечным снегом». «Терскей» обозначает «несолнечная (теневая) сторона» — склоны северной экспозиции.
Название хребта противопоставляется расположенному на северной части Иссык-Кульской котловины, хребту Кюнгёй-Ала-Тоо (Кунгей Алатау, (кирг. Күңгөй Ала-Тоо)) южные склоны которого освещены солнцем.

## География

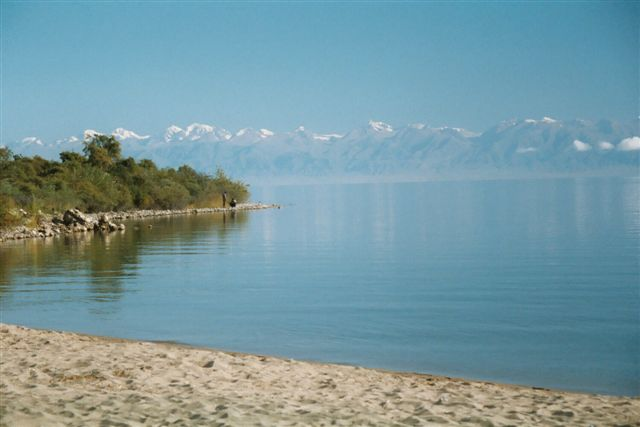
Вид на хребет Тескей-Ала-Тоо с северного берега Иссык-Куля

Хребет Тескей-Ала-Тоо расположен в северо-восточной части Кыргызстана и замыкает с юга Иссык-Кульскую котловину. Его гребень протянулся, в широтном направлении, на 375 километров и поднимается в своей высшей части, находящейся к югу от города Каракол (бывший Пржевальск), на 5281 метров над уровнем моря (пик Каракольский). К югу находится хребет Джетим. Средняя высота хребта составляет около 4500 м.
Хребет Тескей-Ала-Тоо вслед за массивом пика Победы и Хан-Тенгри (кирг. Хан-Теңири) — второй по величине центр оледенения Тянь-Шаня; здесь насчитывается около 1100 ледников общей площадью 1081 км².
Немного более половины площади оледенения Тескей-Ала-Тоо приходится на северные склоны, обращённые к Иссык-Кулю, где расположены крупные узлы оледенения в верховьях рек Тургень-Аксу, Аксу, Арашан, Каракол, Джеты-Огуз и Конурулен.
В горах Тескей-Ала-Тоо много красивых мест: Алтын-Арашан, Барскоон, Джеты-Огуз, Каракол. Хребет Терскей-Ала-Тоо очень красив в разнообразии ландшафтов. За один день можно увидеть красоту красных песчаных скал, дикий лес и снежные пики, широко раскинувшиеся над озером Иссык-Куль. Каждое ущелье уникально и неповторимо.